# Lake Vernon Snow Survey Shelter
Le Lake Vernon Snow Survey Shelter est un bâtiment en rondins de bois dans le comté de Tuolumne, en Californie, dans le sud-ouest des États-Unis. Protégé au sein du parc national de Yosemite, il a été construit en 1945 dans le style rustique du National Park Service pour abriter du personnel chargé de relevés nivologiques dans la région. Il est inscrit au Registre national des lieux historiques depuis le 18 juillet 2014.